# ノルウェー政府年金基金
ノルウェー政府年金基金（ノルウェーせいふねんきんききん）とはノルウェー政府のソブリン・ウエルス・ファンドである。
- ノルウェー政府年金基金 - グローバル （正式名称：政府石油基金）
- ノルウェー政府年金基金 - ノルウェー （正式名称：The National Insurance Scheme Fund）

## ノルウェー政府年金基金 - グローバル
ノルウェー政府年金基金 - グローバル(ノルウェー語: Statens pensjonsfond - Utland)はノルウェーの石油収入を運用する基金である。 2006年1月に基金は名前をThe Petroleum Fund of Norwayから現在の名前に変更した。基金は通称The Petroleum Fund (Norwegian: Oljefondet)と呼ばれる。 2007年6月、ヨーロッパ最大の年金基金と2番目に大きい年金基金の運用高は1.939兆NOKになるが、石油収入によるものであり年金基金ではないのでこれは正確ではない。
石油基金の運用方法はノルウェー石油産業だけでなく州が所有するサタオイルハイドロも対象である。石油の産出は現在がピークで今後減ることが予想される。石油基金は原油価格の変動に対して安定させるために1990年に設立された。
投資対象は米国や欧州の防衛産業が多い。投資規定で社会的責任に問題のある企業には投資しない、出資比率が5%未満としているので日本の企業にも投資しているが大量保有報告書には掲載されることはない。NBIM の予想では運用残高は2009年末には3044億NOK（約40兆円）に達する見込みである。長期保有を前提としている。1998年からは50%まで海外の株式の比率が高まっている。2007年末の時点で日本の1391社、運用残高1兆4800億円に上る。

### 議論
多額の基金を少数の人口（約555万人：2024年時点）のノルウェーが石油基金として運用することは以下の主な3つの理由で政治の論争の原因になる。
- 国は石油収入をノルウェーの国家予算に組み入れて基金を後世に残すべきでは？
- 投資リスクが高い株式の割合が大きい（約40%：2003年時点）のは適切か？長期的な投資対象として株式は妥当か？
- 石油基金の投資政策は倫理的に妥当か？

## ノルウェー政府年金ファンド
ノルウェー政府年金ファンド(Norwegian: Statens pensjonsfond - Norge)は1967年に設立された。 運用残高は2006年末で1069億ノルウェークローネである。グローバルとは異なり国内の企業の株式市場に投資している。多くのノルウェーの大企業の筆頭株主である。

## 関連
- ノルウェーの経済
- ソブリン・ウェルス・ファンド
- 社会的責任投資